# Horní Radíkov
Horní Radíkov (německy Oberradisch) je malá vesnice, část obce Český Rudolec v okrese Jindřichův Hradec v Jihočeském kraji. Leží asi 3,5 kilometru severozápadně od Českého Rudolce. Nejbližší železniční stanice jsou Dačice a Kunžak v Čechách. Nadmořská výška činí 605 metrů. Jde o malou, dříve německou obec se silnou českou menšinou, později českou se silnou německou menšinou, po roce 1945 české obyvatelstvo.

## Historie
První písemná zmínka o vesnici pochází z roku 1356 (uváděn je také rok 1459) ji držel Dobeš z Kamenice. Ves náležela k hradu Landštejnu. Od poloviny 15. století byl Horní Radíkov v držení rodiny vladyků z Maříže a na Rudolci. V roce 1459 byla ves prodána spolu s bílkovským statkem Volfgangu Krajíři z Krajku na Dačicích. Jako majetek Krajířů zůstal Horní Radíkov do roku 1560, kdy byl spolu s vesnicemi Matějovcem, Vlastkovcem, Stálkovem a Stoječínem oddělen ve prospěch druhorozeného Zdeňka Krajíře z Krajku. Po jeho smrti se dostal roku 1580 do majetku manžela jeho dcery Anny Viléma z Roupova. V roce 1597 se stal Horní Radíkov součástí rudoleckého panství, kde setrval až do zrušení patrimoniální správy v roce 1849.
Před třicetiletou válkou bylo v Horním Radíkově 13 usedlostí, z toho zůstaly za války osazeny 4 a 9 zpustlo. Do roku 1671 se podařilo znovu osadit 4 usedlosti.
Podle vceňovacího operátu žilo v roce 1843 v Horním Radíkově 121 obyvatel, z toho 55 mužů a 66 žen ve 24 domech a 25 domácnostech. Z nich se 9 obyvatel živilo zemědělstvím a 1 živností, vedle 15 nádeníků. Desátek v obilí se odváděl faře v Českém Rudolci. Na týdenní pondělní trhy se z Horního Radíkova jezdilo do Slavonic. Jediný zdejší živnostník byl krejčí. V roce 1850 měla 144 obyvatel.
Od roku 1850 byl podroben politické pravomoci Podkrajského úřadu v Dačicích, posléze okresního hejtmanství v Dačicích, od roku 1919 okresní správy politické a od roku 1928 okresního úřadu tamtéž. Po osvobození v květnu 1945 náležel pod Okresní národní výbor v Dačicích a v jeho rámci od roku 1948 pod nově vzniklý Jihlavský kraj. V roce 1960 po územní reorganizaci byl Horní Radíkov s moravským Dačickem začleněn pod správní okres Jindřichův Hradec a Jihočeský kraj. Toto trvalo až do zrušení Okresního úřadu v Jindřichově Hradci koncem roku 2002. Od roku 2003 spadá pod pověřený městský úřad v Dačicích v samosprávném Jihočeském kraji. V Horním Radíkově nikdy nebyla škola. 

## Vývoj obce do konce 20. století
Většina obyvatelstva obce se ve druhé polovině 19. a první polovině 20. století živila zemědělstvím. Přípojení obce na elektrickou síť ZME Brno bylo provedeno až v roce 1948.

## Přirodní poměry
Obec je situována v údolí přítoku Radíkovského potoka, v severovýchodní části Novobystřické vrchoviny. Je obklopena vyššími vrchy se žulovými skalními útvary, např. Skalkou na jihozápadě.
Horní Radíkov je také název katastrálního území o rozloze 2,18 km².

## Obyvatelstvo
| Rok            | 1869 | 1880 | 1890 | 1900 | 1910 | 1921 | 1930 | 1950 | 1961 | 1970 | 1980 | 1991 | 2001 | 2011 | 2021 |
| -------------- | ---- | ---- | ---- | ---- | ---- | ---- | ---- | ---- | ---- | ---- | ---- | ---- | ---- | ---- | ---- |
| Počet obyvatel | 157  | 123  | 126  | 121  | 120  | 129  | 125  | 57   | 61   | 36   | 18   | 11   | 10   | 5    | 3    |
| Počet domů     | 28   | 28   | 28   | 26   | 26   | 25   | 26   | 24   | 13   | 13   | 7    | 20   | 25   | 25   | 25   |

## Obecní správa
Při sčítání lidu v letech 1850–1879 Horní Radíkov byl osadou obce Český Rudolec v okrese Dačice. V letech 1880–1960 byl samostatnou obcí v okrese Dačice. V letech 1961–1974 byl částí obce Radíkov v okrese Jindřichův Hradec. Od 1. července 1974 je opět částí obce Český Rudolec v okrese Jindřichův Hradec.

## Pamětihodnosti
Na katastru obce stávala stávala zaniklá ves Petrůvky, která je historických pramenech uváděna v roce 1597 jako pustá.